# After the blue times
After the blue times es el título del segundo trabajo discográfico de artista Jimmy Barnatán. Se compone de trece temas, y en él se dan cita los géneros rhythm and blues, soul, jazz y blues. Fue producido por Fernando Illán y grabado en los Estudios de Sonoland de Madrid.
Su lanzamiento oficial se produjo el 23 de septiembre de 2011, y cuatro días después, fue presentado en la Sala Colonial de Madrid.
En She loves the jazz, primer sencillo del disco, cuenta con la colaboración de la cantante ciudadrealeña Lola Dorado.

## Lista de canciones
1. After the Blue Times - 3:45
2. The Thriller Stars Now - 3:12
3. She Loves the Jazz - 3:19
4. The Minibar's Boogie Woogie - 3:25
5. Lions and Guitars - 4:21
6. My Josephine - 3:17
7. I can Do Nothing - 2:37
8. It's Raining - 4:53
9. I'm Free - 3:36
10. I Hate my City - 6:27
11. I'm gonna Find my Way - 3:02
12. The Ballad of Jimmy & Rose - 4:00
13. I'm Free (acoustic version) - 3:49

## Personal
- Jimmy Barnatán: voz.
- Lola Dorado: voz en She loves the jazz.
- Dayán Abad: guitarra
- Fernando Illán: bajo.
- Krzysztof Sandeki: saxo.
- Diego Illán: batería.
- Beltrán Cavero: guitarra
- Jorge Vera A.: teclado